# Phæno
Phæno (německy Die Experimentierlandschaft Phæno, anglicky Phæno Science Center) je interaktivní přírodovědecké centrum ve Wolfsburgu v Dolním Sasku v Německu, dokončené v roce 2005. Budova byla navržena iráckou architektkou Zahou Hadid, která vyhrála mezinárodní konkurz. Nachází na hranici mezi železnicí, průmyslovou zónou a městem. Stavba stála celkově 79 milionů Eur.
Toto vědecké centrum vyhrálo v roce 2006 cenu RIBA European Award jako instituce pro umění a volný čas.

## Stavba
Samotná budova je 16 metrů vysoká a dlouhá přibližně 150 metrů. Celá je z betonu. První patro drží 10 masivních, dole úzkých a nahoře širokých organických rozdílných sloupů. Prostor mezi sloupy tvoří veřejné prostranství, kde se mohou konat různé akce. Vnitřek muzea tvoří jeden otevřený prostor, který je řešen organicky, ale prakticky, jsou zde přednáškové prostory, nebo interaktivní předměty. Budova je postavena z přibližně 27 000 m³ betonu, přesto ale platí výrok Zahy Hadid „chci stavět budovy, které se budou vznášet".

## Galerie

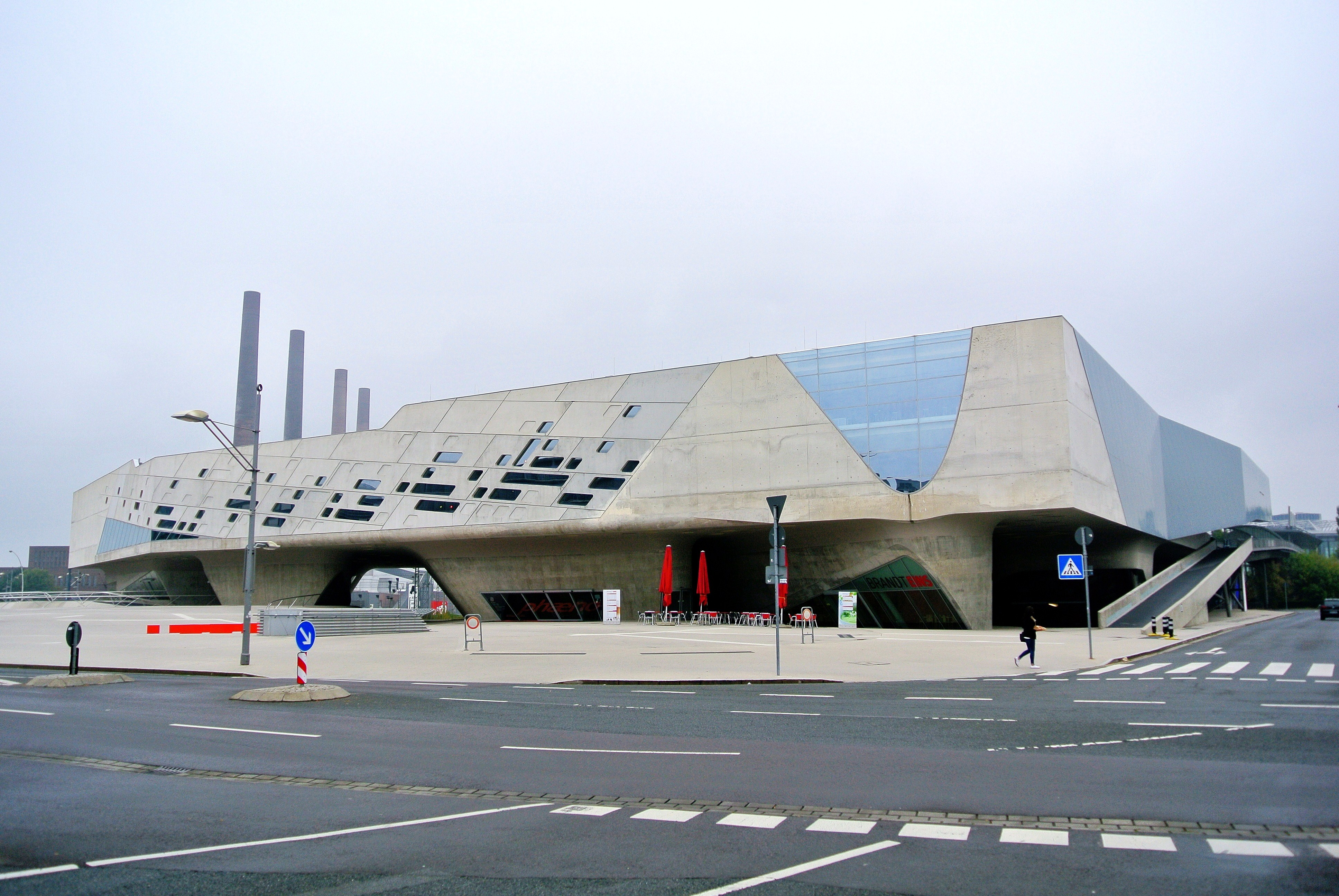
Pohled na muzeum zezadu
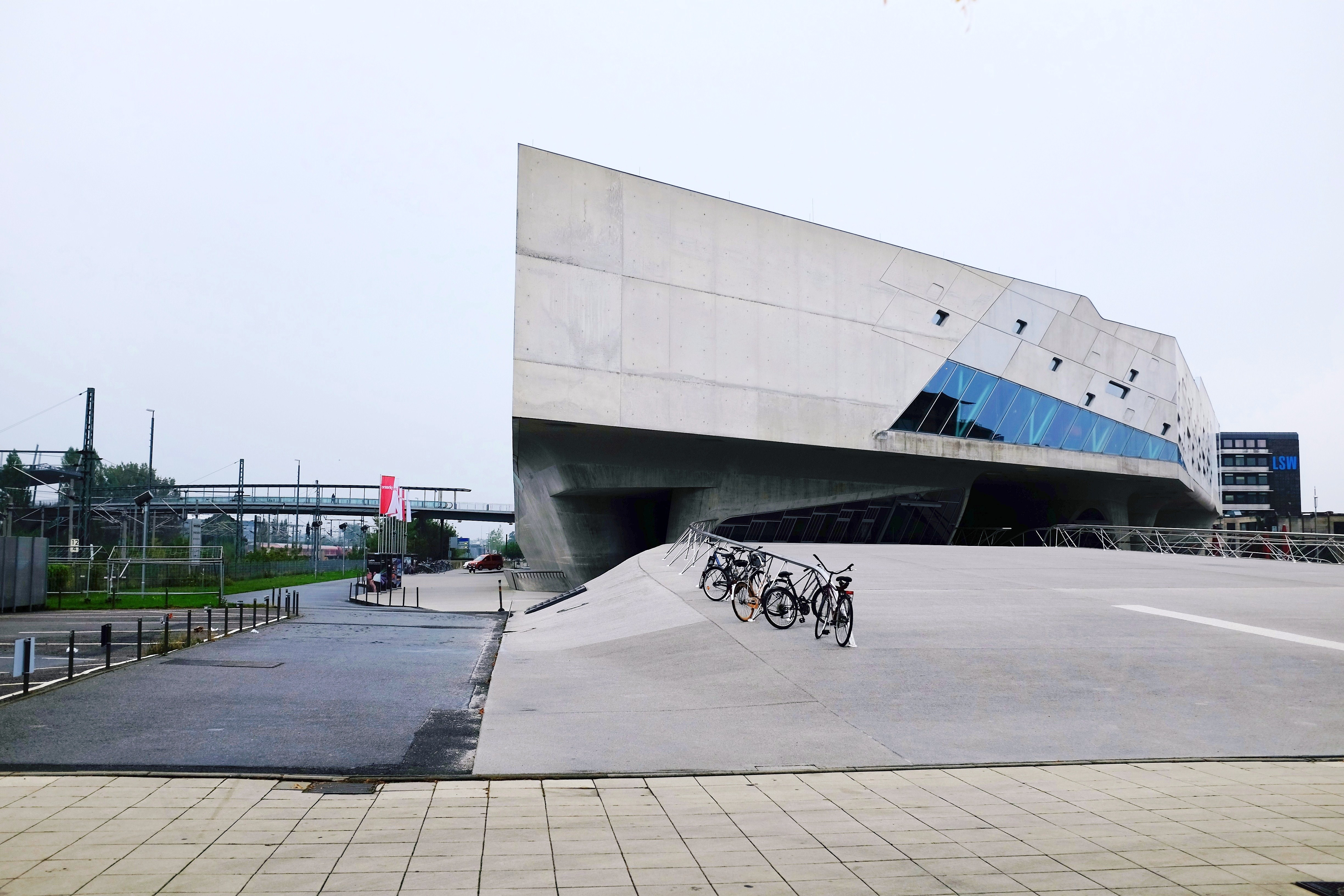
Pohled zepředu
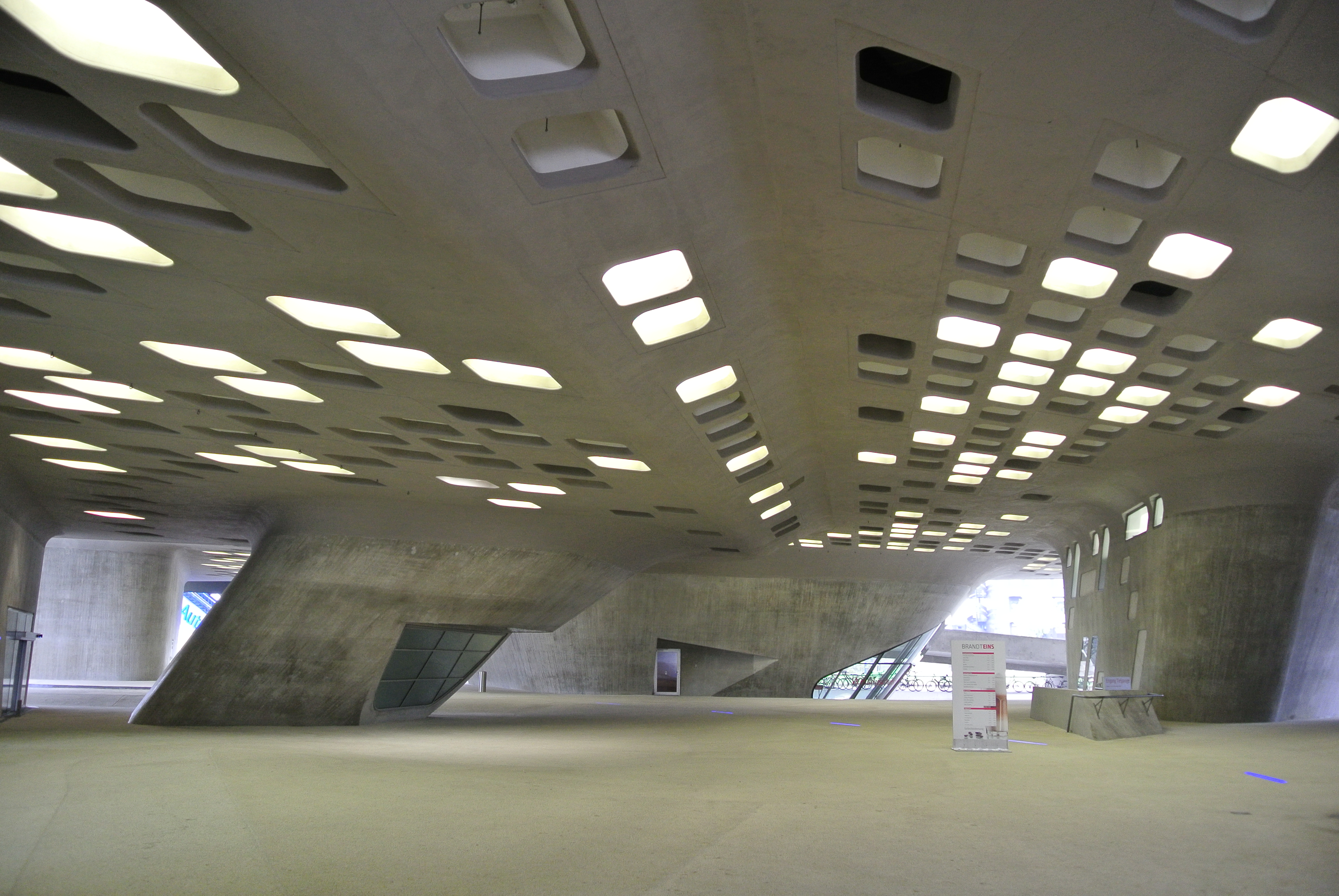
Prostranství pod budovou
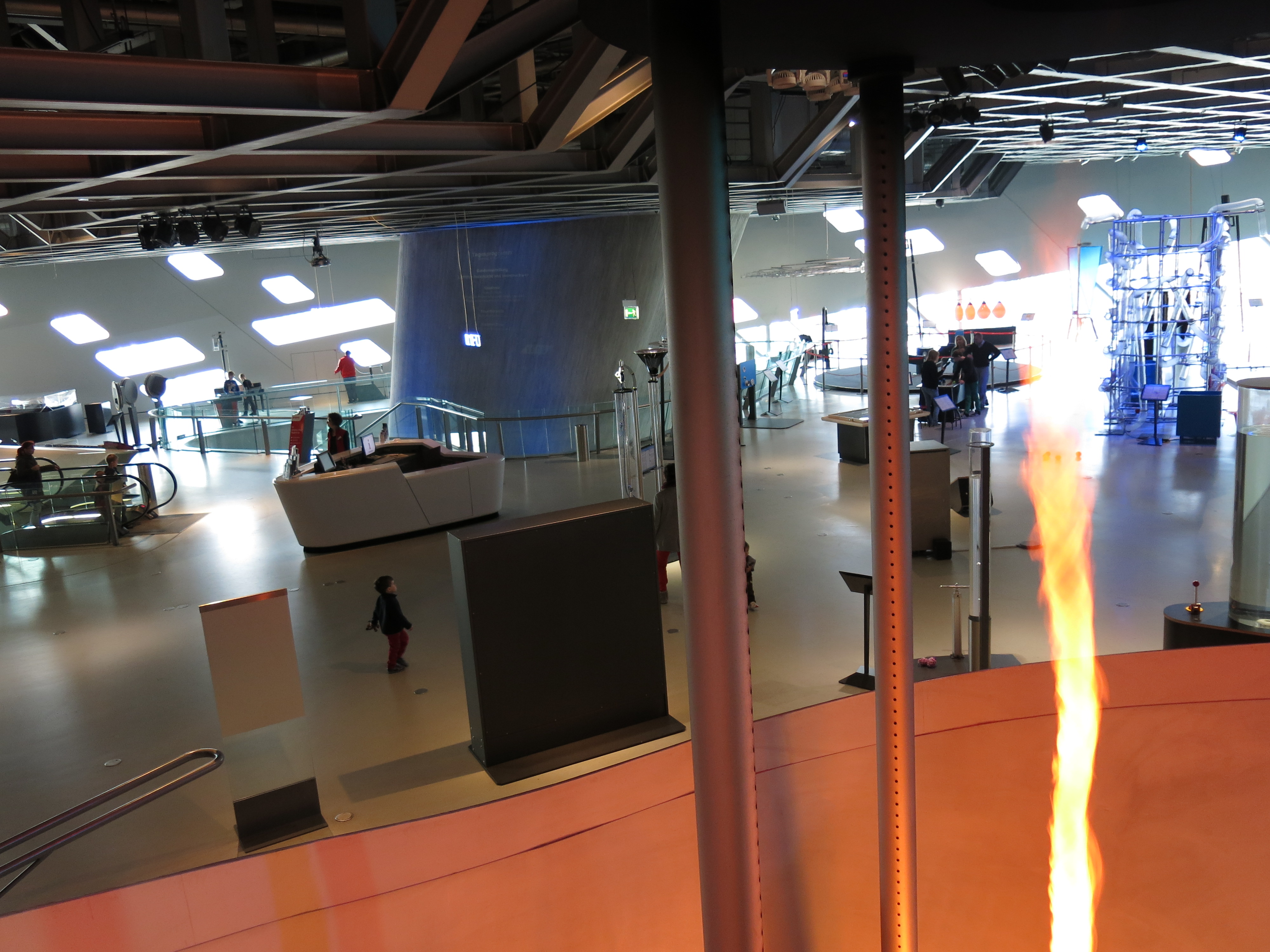
Expozice